# Стоенещ (окръг Олт)
Стоенещ (на румънски: Stoenești) е село в окръг Олт, Румъния.

## Население
Численост на населението според преброяванията през годините:
| Година | Население |
| 2002   | 3030      |
| 2011   | 2638      |

### Българи
В селото има два квартала – Чокшани, в който живеят румънци и румънизирани българи-тукани и Сърби, в който живеят българи и румънизирани българи. Жителите на Сърби се смятат за българи, докато българите в Чокшани имат румънско самосъзнание. Местните българи се определят и като шопи. Българите се заселват в селото през 1806 – 1810 г. Преди това са живеели в района на Корабия и Селишоара. Потомци са най-вече на шопи-марачине от Плевенско-Крушовени, Брест, Сливовица, Долни Дъбник, Староселци, Сираково, Хърлец, Ставерци, Подем, както и на българи от Врачанско. Българите в Стоенещ са от групите на градинарите и биволарите. 
В периода 1910 – 1920 г. в селото са живеели 6000 българи от Оряховско и Плевенско. Румънската махала се намира в северната част на селото и през този период е имала 270 жители. 
През 1964 г. в селото са живеели около 300 български семейства. Българският език е запазен и се говори в селото. Българският говор е от белослатински тип.